# Jistebník
Jistebník är en ort i Tjeckien.   Den ligger i distriktet Okres Nový Jičín och regionen Mähren-Schlesien, i den östra delen av landet, 270 km öster om huvudstaden Prag. Jistebník ligger 237 meter över havet och antalet invånare är 1 461.
Terrängen runt Jistebník är platt. Runt Jistebník är det ganska tätbefolkat, med 124 invånare per kvadratkilometer. Närmaste större samhälle är Ostrava, 14,1 km nordost om Jistebník. Trakten runt Jistebník består till största delen av jordbruksmark.